# Gymnophora uncata
Gymnophora uncata är en tvåvingeart som beskrevs av Brown 1987. Gymnophora uncata ingår i släktet Gymnophora och familjen puckelflugor. Inga underarter finns listade i Catalogue of Life.